# 丽江市第一高级中学
26°52′27″N 100°14′33″E / 26.87421°N 100.24240°E
丽江市第一高级中学（简称丽江一中）位于中华人民共和国云南省丽江市，是云南省一级二等普通高级中学。创建于1905年的江府中学堂是学校的前身。

## 沿革
1905年，丽江一中的前身江府中学堂建立。

## 文化
- 刊物《是亭文学》

## 校友
- 和志强：原云南省省长
- 方国瑜：历史学家
- 李汝炯：军事家
- 李群杰：书法家
- 周霖：画家
- 赵银棠：作家
- 赵仲修：农业学家
- 和致经：中国科学院专家
- 杨寿钧：微生物学家